# Kristian Hammer
Kristian Hammer (ur. 20 marca 1976 r. w Narwiku) – norweski narciarz uprawiający kombinację norweską, trzykrotny medalista mistrzostw świata oraz dwukrotny medalista mistrzostw świata juniorów.Po zakończeniu kariery został trenerem w latach 2012 do 2014 roku oraz w latach 2017 do 2019 roku był głównym trenerem Reprezentacji Norwegii w kombinacji norweskiej.

## Kariera
W Pucharze Świata Kristian Hammer zadebiutował 7 stycznia 1995 roku w Schonach, zajmując 29. miejsce w konkursie rozgrywanym metodą Gundersena, tym samym w swoim debiucie wywalczył zarazem pierwsze pucharowe punkty. W sezonie 1994/1995 punktował jeszcze sześciokrotnie, najlepszy wynik osiągając 14 stycznia 1995 roku w Libercu, gdzie był jedenasty. W klasyfikacji generalnej dało mu to dwudzieste miejsce. W 1995 roku odniósł też swój pierwszy sukces - na mistrzostwach świata juniorów w Gällivare wywalczył w drużynie brązowy medal. Rok później, podczas mistrzostw świata juniorów w Asiago wraz z kolegami z reprezentacji był najlepszy w sztafecie.
Pierwsze pucharowe podium wywalczył 14 stycznia 1997 roku w Predazzo, gdzie był trzeci w Gundersenie. W pozostałych konkursach sezonu 1996/1997 jeszcze trzy razy znalazł się w czołowej dziesiątce, ale na podium już nie stanął i w klasyfikacji generalnej zajął 22. miejsce. W lutym 1997 roku wystartował w konkursie indywidualnym na mistrzostwach świata w Trondheim, który ukończył na 36. pozycji. Rok później brał udział w igrzyskach olimpijskich w Nagano, gdzie w zawodach indywidualnych zajął 26. miejsce. W rywalizacji pucharowej czterokrotnie plasował się w pierwszej dziesiątce, na podium stając raz - 13 marca 1998 roku w Oslo był trzeci. Sezon ten zakończył na piętnastym miejscu.
Najsłabsze wyniki osiągał w sezonie 1998/1999, w którym ani razu nie zajął miejsca w czołowej dziesiątce. W klasyfikacji generalnej zajął 48. miejsce i nie wystąpił na mistrzostwach świata w Ramsau. Poprawił się jednak już w sezonie 1999/2000, który ukończył na jedenastej pozycji. Trzykrotnie stawał na podium: 4 marca w Lahti i 11 marca w Oslo był trzeci, a 13 lutego 2000 roku w Sapporo odniósł swoje pierwsze pucharowe zwycięstwo.
Sezon 2000/2001 był najlepszym okresem w jego karierze. We wszystkich swoich startach plasował się w pierwszej ósemce, a na podium stanął pięć razy: 29 grudnia w Lillehammer, 7 stycznia w Reit im Winkl i 3 marca w Sapporo zwyciężał, a 19 stycznia w Park City i 10 marca w Oslo zajmował trzecie miejsce. W klasyfikacji generalnej był czwarty, przegrywając walkę o trzecie miejsce ze swoim rodakiem Bjarte Engenem Vikiem o 14 punktów. W tym samym sezonie był jednak trzeci w klasyfikacji sprintu, w której lepsi byli tylko Austriak Felix Gottwald oraz Niemiec Ronny Ackermann. W lutym 2001 roku wystąpił na mistrzostwach świata w Lahti, gdzie wspólnie z Kennethem Braatenem, Sverre Rotevatnem i Bjarte Engenem Vikiem wywalczył złoty medal w sztafecie. W startach indywidualnych był siódmy w sprincie (najlepszy wynik spośród Norwegów), a w Gundersenie był piąty.
Najważniejszym punktem sezonu 2001/2002 były igrzyska olimpijskie w Salt Lake City. Kristian zajął tam piąte miejsce w sztafecie, a indywidualnie był ósmy w Gundersenie, natomiast rywalizację w sprincie zakończył na 28. miejscu. Starty w Pucharze Świata rozpoczął od dwóch miejsc na podium: 23 i 25 listopada 2001 roku w Kuopio zajmował trzecie miejsce. W kolejnych startach jeszcze sześciokrotnie mieścił się w dziesiątce, lecz na podium już nie stanął i sezon zakończył na dwunastej pozycji. W kolejnym sezonie zajął dziesiąte miejsce w klasyfikacji generalnej, chociaż w żadnym z konkursów nie stanął na podium. Na mistrzostwach świata w Val di Fiemme w 2003 roku Norwegowie w składzie: Ola Morten Græsli, Petter Tande, Kristian Hammer i Kenneth Braaten zajęli czwarte miejsce w sztafecie. Tuż za podium znaleźli się już po skokach i mimo 34 sekund straty do zajmujących trzecie miejsce Finów nie zdołali wskoczyć na podium. Na mecie do reprezentantów Finlandii Norwegowie stracili nieco ponad 24 sekundy. Indywidualnie Hammer także zajmował wysokie pozycje: w Gundersenie był piąty, a w sprincie uplasował się jedną pozycję niżej.
Po słabszym sezonie 2003/2004, w którym zajął 35. miejsce Norweg wrócił do lepszej formy w sezonie 2004/2005. Wywalczył wtedy swoje ostatnie pucharowe podium - 23 stycznia 2005 roku w Libercu zajął drugie miejsce w sprincie. Jeszcze czterokrotnie meldował się w pierwszej dziesiątce, ale na podium nie stawał. W klasyfikacji generalnej był tym razem piętnasty. Ostatni sukces osiągnął na mistrzostwach świata w Oberstdorfie w 2005 roku, gdzie w sprincie wywalczył brązowy medal, ulegając tylko Ackermannowi oraz swemu rodakowi Magnusowi Moanowi. Ponadto wraz z Petterem Tande, Magnusem Moanem i Håvardem Klemetsenem zdobył swój drugi w karierze złoty medal w sztafecie. Norwegowie prowadzili już po skokach i na trasę biegu wyruszyli z przewagą 19 sekund nad Austriakami. W biegu zdołali obronić prowadzenie, na mecie wyprzedzając Niemców o 7,1 sekundy i Austriaków o 7,4 sekundy.
Sezon 2005/2006 był ostatnim w karierze Hammera. Norweg cztery razy znalazł się w najlepszej dziesiątce zawodów, jednak jego najlepszym wynikiem było czwarte miejsce 18 grudnia 2005 roku w Ramsau. W klasyfikacji generalnej zajął 26. miejsce. Wystąpił na igrzyskach olimpijskich w Turynie, jednak startował tylko w konkurencjach indywidualnych. W sprincie zajął 28. miejsce, a rywalizację w Gundersenie ukończył 7 pozycji niżej. Startował także w Letnim Grand Prix w kombinacji norweskiej, zajmując piąte miejsce w klasyfikacji końcowej piątej oraz szóstej edycji tych zawodów. W obu przypadkach raz stawał na podium: 24 sierpnia 2002 roku w Klingenthal oraz 31 sierpnia 2003 roku w Winterbergu zajmował drugie miejsce. W 2006 roku zakończył karierę.

## Osiągnięcia

### Igrzyska olimpijskie
| Miejsce | Dzień     | Rok  | Miejscowość    | Konkurencja           | Wynik zwycięzcy | Strata  | Zwycięzca        |
| ------- | --------- | ---- | -------------- | --------------------- | --------------- | ------- | ---------------- |
| 13.     | 14 lutego | 1998 | Nagano         | Gundersen K-90/15 km  | 41:21,1         | +4:46,6 | Bjarte Engen Vik |
| 8.      | 9 lutego  | 2002 | Salt Lake City | Gundersen K-90/15 km  | 39:11,7         | +2:29,1 | Samppa Lajunen   |
| 5.      | 17 lutego | 2002 | Salt Lake City | Sztafeta K-90/4x5 km  | 48:42,2         | +2:39,9 | Finlandia        |
| 20.     | 21 lutego | 2002 | Salt Lake City | Sprint K-120/7,5 km   | 16:40,1         | +1:40,9 | Samppa Lajunen   |
| 35.     | 11 lutego | 2006 | Pragelato      | Gundersen HS106/15 km | 39:44,6         | +5:06,2 | Georg Hettich    |
| 28.     | 21 lutego | 2006 | Pragelato      | Sprint HS134/7,5 km   | 18:29,0         | +1:39,1 | Felix Gottwald   |

### Mistrzostwa świata
| Miejsce | Dzień     | Rok  | Miejscowość   | Konkurencja           | Wynik zwycięzcy | Strata  | Zwycięzca        |
| ------- | --------- | ---- | ------------- | --------------------- | --------------- | ------- | ---------------- |
| 36.     | 22 lutego | 1997 | Trondheim     | Gundersen K-90/15 km  | 43:43,1         | +6:29,2 | Kenji Ogiwara    |
| 5.      | 15 lutego | 2001 | Lahti         | Gundersen K-90/15 km  | 39:26,7         | +2:30,4 | Bjarte Engen Vik |
| 1.      | 20 lutego | 2001 | Lahti         | Sztafeta K-90/4x5 km  | 48:54,1         | -       | -                |
| 7.      | 24 lutego | 2001 | Lahti         | Sprint K-116/7,5 km   | 19:40,3         | +50,9   | Marko Baacke     |
| 5.      | 21 lutego | 2003 | Val di Fiemme | Gundersen K-95/15 km  | 37:54,2         | +1:40,9 | Ronny Ackermann  |
| 4.      | 24 lutego | 2003 | Val di Fiemme | Sztafeta K-95/4x5 km  | 47:23,9         | +1:39,8 | Austria          |
| 6.      | 28 lutego | 2003 | Val di Fiemme | Sprint K-120/7,5 km   | 18:47,8         | +31,8   | Johnny Spillane  |
| 15.     | 18 lutego | 2005 | Oberstdorf    | Gundersen HS100/15 km | 38:56,2         | +1:14,3 | Ronny Ackermann  |
| 1.      | 23 lutego | 2005 | Oberstdorf    | Sztafeta HS137/4x5 km | 49:45,5         | -       | -                |
| 3.      | 27 lutego | 2005 | Oberstdorf    | Sprint HS137/7,5 km   | 20:15,6         | +37,7   | Ronny Ackermann  |

### Mistrzostwa świata juniorów
| Miejsce | Dzień       | Rok  | Miejscowość | Konkurencja          | Wynik zwycięzcy | Strata | Zwycięzca |
| ------- | ----------- | ---- | ----------- | -------------------- | --------------- | ------ | --------- |
| 3.      | 2 marca     | 1995 | Gällivare   | Sztafeta K-90/3x5 km | ?               | ?      | Austria   |
| 1.      | 30 stycznia | 1996 | Asiago      | Sztafeta K-90/3x5 km | ?               | -      | -         |

### Puchar Świata

#### Miejsca w klasyfikacji generalnej
- sezon 1994/1995: 20.
- sezon 1995/1996: 23.
- sezon 1996/1997: 22.
- sezon 1997/1998: 15.
- sezon 1998/1999: 48.
- sezon 1999/2000: 11.
- sezon 2000/2001: 4.
- sezon 2001/2002: 12.
- sezon 2002/2003: 10.
- sezon 2003/2004: 35.
- sezon 2004/2005: 15.
- sezon 2005/2006: 26.

#### Miejsca na podium chronologicznie
| Nr  | Data              | Miejscowość   | Konkurencja           | Wynik zwycięzcy | Pozycja | Strata  | Zwycięzca        |
| --- | ----------------- | ------------- | --------------------- | --------------- | ------- | ------- | ---------------- |
| 1.  | 14 stycznia 1997  | Predazzo      | Gundersen K90/15 km   | ?               | 3.      | +2:10,8 | Samppa Lajunen   |
| 2.  | 13 marca 1998     | Oslo          | Gundersen K115/15 km  | ?               | 3.      | +1:40,3 | Bjarte Engen Vik |
| 3.  | 12 lutego 2000    | Sapporo       | Gundersen K120/15 km  | ?               | 1.      | -       | -                |
| 4.  | 4 marca 2000      | Lahti         | Gundersen K116/7,5 km | ?               | 3.      | +10,9   | Hannu Manninen   |
| 5.  | 11 marca 2000     | Oslo          | Gundersen K115/7,5 km | ?               | 3.      | +34,7   | Bjarte Engen Vik |
| 6.  | 29 grudnia 2000   | Lillehammer   | Gundersen K116/7,5 km | ?               | 1.      | -       | -                |
| 7.  | 7 stycznia 2001   | Reit im Winkl | Gundersen K90/15 km   | ?               | 1.      | -       | -                |
| 8.  | 19 stycznia 2001  | Park City     | Sprint K120/7,5 km    | ?               | 3.      | +44,8   | Felix Gottwald   |
| 9.  | 3 marca 2001      | Sapporo       | Gundersen K120/15 km  | ?               | 1.      | -       | -                |
| 10. | 10 marca 2001     | Oslo          | Sprint K115/7,5 km    | ?               | 3.      | +30,5   | Felix Gottwald   |
| 11. | 23 listopada 2001 | Kuopio        | Gundersen K120/15 km  | 42:44,0         | 3.      | +36,5   | Ronny Ackermann  |
| 12. | 25 listopada 2001 | Kuopio        | Sprint K120/7,5 km    | 18:58,2         | 3.      | +10,4   | Ronny Ackermann  |
| 13. | 23 stycznia 2005  | Liberec       | Gundersen K120/15 km  | 21:22,2         | 2.      | +14,8   | Hannu Manninen   |

### Puchar Kontynentalny

#### Miejsca w klasyfikacji generalnej
- sezon 1993/1994: 13.
- sezon 1998/1999: 28.

#### Miejsca na podium chronologicznie
| Nr | Data            | Miejscowość   | Konkurencja          | Wynik zwycięzcy | Pozycja | Strata | Zwycięzca     |
| -- | --------------- | ------------- | -------------------- | --------------- | ------- | ------ | ------------- |
| 1. | 11 grudnia 1994 | Vuokatti      | Gundersen K90/15 km  | ?               | 3.      | ?      | Halldor Skard |
| 2. | 10 grudnia 1999 | Taivalkoski   | Gundersen K90/15 km  | ?               | 1.      | -      | -             |
| 3. | 11 grudnia 1999 | Taivalkoski   | Sprint K90/7,5 km    | ?               | 1.      | -      | -             |
| 4. | 17 grudnia 1999 | Val di Fiemme | Gundersen K120/15 km | ?               | 1.      | -      | -             |
| 5. | 18 grudnia 1999 | Val di Fiemme | Sprint K120/7,5 km   | ?               | 1.      | -      | -             |

### Letnie Grand Prix

#### Miejsca w klasyfikacji generalnej
- 2002: 5.
- 2003: 5.

#### Miejsca na podium chronologicznie
| Nr | Data             | Miejscowość | Konkurencja         | Wynik zwycięzcy | Pozycja | Strata | Zwycięzca     |
| -- | ---------------- | ----------- | ------------------- | --------------- | ------- | ------ | ------------- |
| 1. | 24 sierpnia 2002 | Klingenthal | Gundersen K80/16 km | ?               | 2.      | +30,5  | Mario Stecher |
| 2. | 31 sierpnia 2003 | Winterberg  | Gundersen K81/14 km | 26:57,7         | 2.      | +0,1   | Mario Stecher |